# 応力拡大係数
応力拡大係数（おうりょくかくだいけいすう、英：stress intensity factor）とは、線形弾性力学により導出されるき裂先端付近の応力分布の強さを表す物理量である。破壊力学の基本物理量の1つであり、き裂や欠陥が存在する材料の強度評価に用いられる。
1950年代にアメリカ海軍研究試験所のジョージ・ランキン・アーウィン(George Rankine Irwin)により基礎概念が定義された。

## 応力場

### 概説

材料中にき裂がある場合の力線の様子

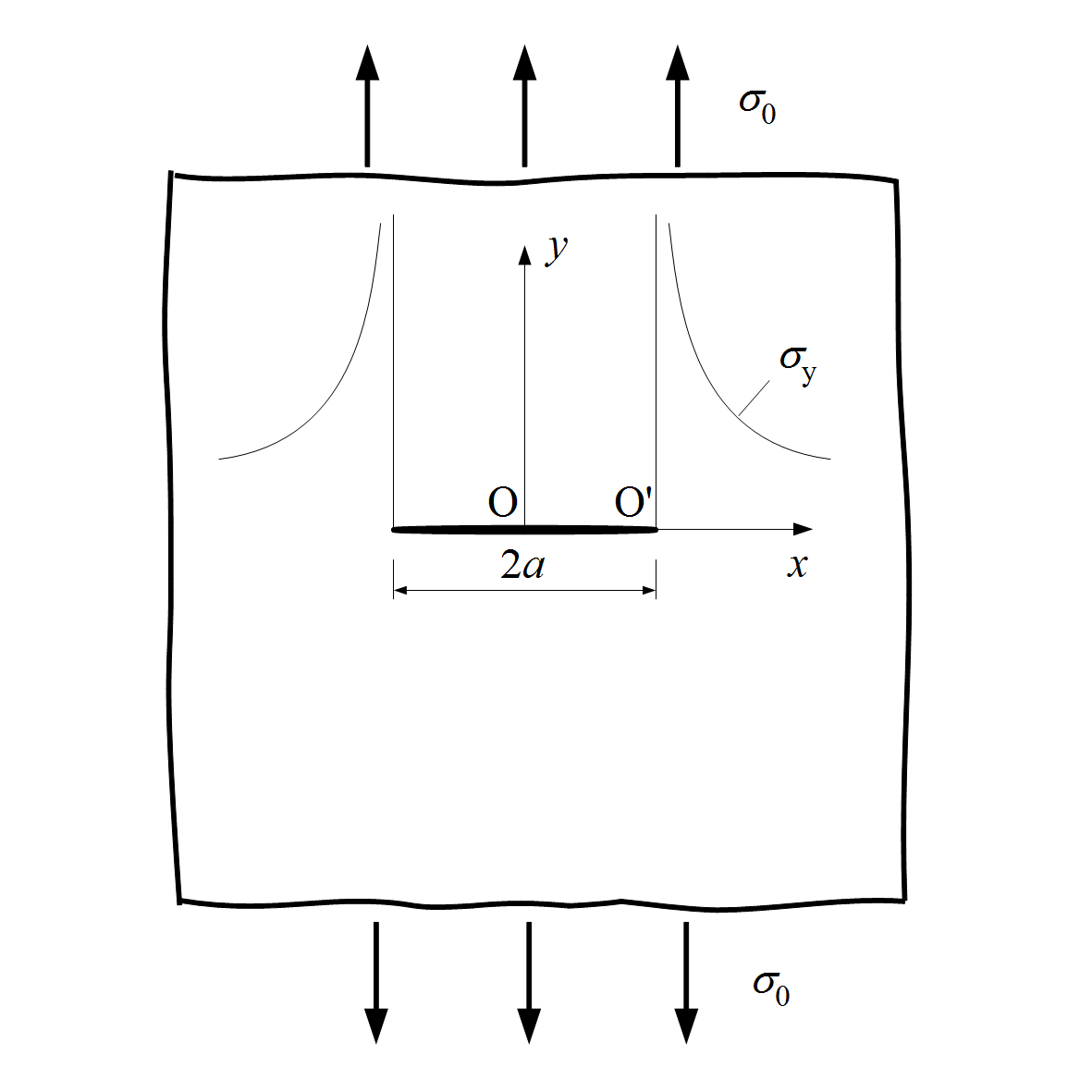
無限遠から一様引張応力を受ける無限板中き裂

き裂が存在する物体が、き裂に垂直な一様引張応力を受ける場合を考える。このとき、材料内部の応力は一様ではなくなりき裂先端で応力集中が発生する。応力集中はき裂に限らない形状の欠陥でも発生するものだが、き裂の場合は応力が無限大に発散する特徴がある。き裂が存在する材料（以下き裂材と呼ぶ）においてもある有限な負荷に耐えることができるので、応力のみで材料の強度を定量的に評価することができない。応力拡大係数は、このような問題を避けてき裂材の強度を評価するための、き裂先端近傍の力学状態を代表する量である。
き裂材の最も基本的な応力分布の問題として、遠方からき裂に垂直な一様引張応力を受ける無限板に存在する貫通直線き裂（二次元き裂）を考える。材料を弾性体とすれば、原点をき裂中心に取ったときのき裂延長線上での応力分布は次式で与えられる。
{\displaystyle \sigma _{y}={\frac {\sigma _{0}x}{\sqrt {x^{2}-a^{2}}}}} … (1)
ここで σy：き裂延長線(x軸)上の垂直応力、σ0：遠方引張応力、a：き裂半長、x：き裂延長線(x軸)上のき裂中心からの距離である。
き裂先端の応力に注目すると、x → a では σy は無限大に発散し、x = a の点は応力の特異点となる。このような弾性応力が無限大に発散する応力場を特異応力場という。
式(1)の座標系をき裂先端を原点にx座標を取り直し、x がき裂長さに対して十分小さい範囲に注目し、x/a ≪ 1とすれば応力分布は次式で与えられる。
{\displaystyle \sigma _{y}={\frac {\sigma _{0}{\sqrt {a}}}{\sqrt {2x}}}} … (2)
ここで、x：き裂延長線(x軸)上のき裂先端からの距離である。さらに分母・分子に{\displaystyle {\sqrt {\pi }}}を乗じ、次式のパラメータ K を設定する。
{\displaystyle \sigma _{y}={\frac {\sigma _{0}{\sqrt {\pi a}}}{\sqrt {2\pi x}}}={\frac {K}{\sqrt {2\pi x}}}} … (3)
{\displaystyle K=\sigma _{0}{\sqrt {\pi a}}} … (4)
式(3)から、き裂先端近傍部分の応力は{\displaystyle {\sqrt {x}}}に反比例した分布を取ることが分かる。その応力分布では、き裂先端では K に関わらず σy = ∞ だが、き裂先端近傍ではσyの値は K により一義的に決定することができる。このパラメータ K を応力拡大係数と呼ぶ。(応力)×(長さ)1/2の次元を持つ物理量である。

### 応力拡大係数の各モード

き裂の変形モード
左：面内開口形（モードI ）
中央：面内せん断形（モードII ）
右：面外せん断形（モードIII ）

き裂先端の座標系

き裂材に負荷される荷重はき裂に垂直な荷重だけとは限らないので、き裂の変形様式（モード）は次のような独立な3つモードが存在する。
- 面内開口形（モードI ）
- 面内せん断形（モードII ）
- 面外せん断形（モードIII ）

ここで言う面内、あるいは面外とは、き裂進展方向にx軸を、き裂面に垂直にy軸を設定した時の、x-y平面を基準とする呼び方である。き裂の変形はこれら3つあるいはそれぞれの重ね合わせ（混合モード）として表される。応力拡大係数はそれぞれのモードに対し個別に定義され、K I、K II、K III と表記される。上記で説明したパラメータ K は K I に相当する。無限板中の貫通き裂では、それぞれのモードの応力拡大係数は以下のようになる。
{\displaystyle K_{\rm {I}}=\sigma _{yy}^{\infty }{\sqrt {\pi a}}} … (5)
{\displaystyle K_{\rm {II}}=\tau _{xy}^{\infty }{\sqrt {\pi a}}} … (6)
{\displaystyle K_{\rm {III}}=\tau _{yz}^{\infty }{\sqrt {\pi a}}} … (7)
き裂近傍の点 (r , θ) における応力場は、これら3つの荷重モードの重ね合わせであり、一般的な表現では次式で表される。
{\displaystyle \sigma _{ij}(r,\theta )=\sum _{n=\mathrm {I} }^{\mathrm {III} }{\frac {K_{n}f_{ij,n}(\theta )}{\sqrt {2\pi r}}}} … (8)
ここで、σij (r, θ)：応力成分、Kn：モードごとの応力拡大係数、fij, n (θ)：モードごとに、き裂先端との相対位置、応力成分によって定まる既知の関数、r：き裂先端からの距離、θ : き裂進展方向と、き裂先端と点 (r , θ) を結んだ線のなす角度である。ただし、応力拡大係数 K に対し特異性を持たない σxx, σzz, τxz は式(8)に含まれない。

### 各モードの応力場
式(8)の具体的な各応力成分および変位は以下のように与えられる。
モードI
{\displaystyle {\begin{Bmatrix}\sigma _{x}\\\sigma _{y}\\\tau _{xy}\\\end{Bmatrix}}={\frac {K_{\rm {I}}}{\sqrt {\pi r}}}\cos(\theta /2){\begin{Bmatrix}1-\sin(\theta /2)\sin(3\theta /2)\\1+\sin(\theta /2)\sin(3\theta /2)\\\sin(\theta /2)\cos(3\theta /2)\\\end{Bmatrix}}} … (9)
{\displaystyle {\begin{Bmatrix}u\\v\\\end{Bmatrix}}={\frac {K_{\rm {I}}}{\sqrt {2G}}}{\sqrt {\frac {r}{2\pi }}}{\begin{Bmatrix}\cos(\theta /2)\left[\kappa -1+2\sin ^{2}(\theta /2)\right]\\\sin(\theta /2)\left[\kappa +1-2\cos ^{2}(\theta /2)\right]\\\end{Bmatrix}}} … (10)
モードII
{\displaystyle {\begin{Bmatrix}\sigma _{x}\\\sigma _{y}\\\tau _{xy}\\\end{Bmatrix}}={\frac {K_{\rm {II}}}{\sqrt {\pi r}}}{\begin{Bmatrix}-\sin(\theta /2)\left[2+\cos(\theta /2)\cos(3\theta /2)\right]\\\sin(\theta /2)\cos(\theta /2)\cos(3\theta /2)\\\cos(\theta /2)\left[1-\sin(\theta /2)\sin(3\theta /2)\right]\\\end{Bmatrix}}} … (11)
{\displaystyle {\begin{Bmatrix}u\\v\\\end{Bmatrix}}={\frac {K_{\rm {II}}}{\sqrt {2G}}}{\sqrt {\frac {r}{2\pi }}}{\begin{Bmatrix}\sin(\theta /2)\left[\kappa +1+2\cos ^{2}(\theta /2)\right]\\-\cos(\theta /2)\left[\kappa -1-2\sin ^{2}(\theta /2)\right]\\\end{Bmatrix}}} … (12)
モードIII
{\displaystyle {\begin{Bmatrix}\tau _{zx}\\\tau _{yz}\\\end{Bmatrix}}={\frac {K_{\rm {III}}}{\sqrt {\pi r}}}{\begin{Bmatrix}-\sin(\theta /2)\\\cos(\theta /2)\\\end{Bmatrix}}} … (13)
{\displaystyle w={\frac {2K_{\rm {III}}}{\sqrt {G}}}{\sqrt {\frac {r}{2\pi }}}\sin(\theta /2)} … (14)
ただし、モードIとモードIIに対しては、plane stress：平面応力、plane strain：平面ひずみとして、
{\displaystyle \sigma _{z}={\begin{cases}0\qquad {\mbox{(plane stress)}}\\\nu (\sigma _{x}+\sigma _{y})\qquad {\mbox{(plane strain)}}\end{cases}}} … (15)
{\displaystyle \tau _{yz}=\tau _{zx}=0} … (16)
モードIIIに対しては
{\displaystyle \sigma _{x}=\sigma _{y}=\sigma _{z}=\tau _{xy}=0} … (17)
である。
ここで、u：x方向変位、v：y方向変位、w：z方向変位、G：横弾性係数、ν：ポアソン比で、κ は、
{\displaystyle \kappa ={\begin{cases}{\frac {3-\nu }{1+\nu }}\qquad {\mbox{(plane stress)}}\\3-4\nu \qquad {\mbox{(plane strain)}}\end{cases}}} … (18)
である。

## 適用条件

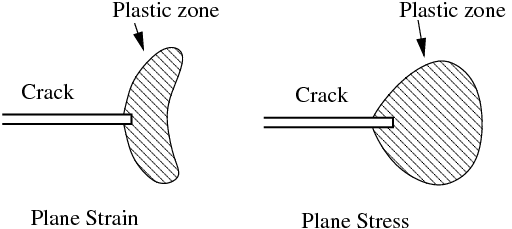
き裂先端近傍に発生する塑性域の様子
左が平面ひずみ状態、右が平面応力状態

応力拡大係数は、他の工学パラメーターと同様に適用範囲に制限が存在する。応力拡大係数の導出において材料は塑性変形を考慮しない弾性体としたが、実際の材料は弾塑性体で、き裂先端の高応力によりき裂先端近傍には塑性変形が発生して塑性域が形成される。応力拡大係数を適用するには、この塑性域の大きさが、応力拡大係数の導出において前提としたき裂先端近傍応力分布 r-1/2 の特異性に支配される範囲内である必要がある。このような条件を小規模降伏と呼ぶ。つまり、き裂先端の破壊に関係する領域が応力拡大係数に規定される領域よりも小さければ、実際のき裂先端での破壊現象の詳細に立ち入らなくても、応力拡大係数が等しければ、材料、環境などが等しい限り同様な現象が発生していると解釈される。
応力拡大係数のような線形弾性体に近似して得られる力学量によりき裂の挙動を評価する体系を、破壊力学の中でも線形破壊力学と呼ぶ。

## き裂進展限界値

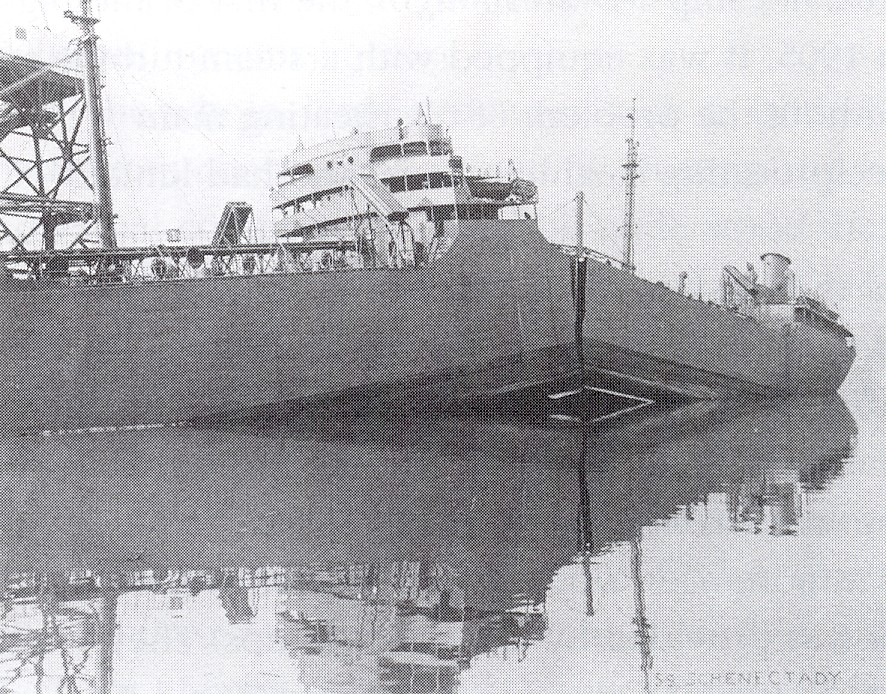
真っ二つに割れたスケネクタディー号

応力拡大係数は、脆性破壊が始まる破壊靭性K c と、それ以下ではき裂の成長が停止すると考えられる下限界応力拡大係数を持つ。下限界応力拡大係数は、疲労に対する下限界応力拡大係数 ΔK th と、応力腐食割れの下限界応力拡大係数 K Iscc の2種類が存在する。これらの限界値は材料定数であり、実験的に求まるものである。
もし、応力拡大係数が K c 以上となり脆性破壊によるき裂の進行が始まると、き裂は極めて速い速度で伝播し、瞬間的に破断に至る。脆性破壊による重大事故として知られるものの中に、1943年、アメリカで起きたタンカー、スケネクタディー号の事故が有るが、これは静かな港内で突然真っ二つに割れるという劇的なものであった。こうした経験から、限界応力拡大係数は、破壊力学において重視され、最もよく使われる工業設計パラメータのひとつである。

## 他の破壊力学量との関係
以下に応力拡大係数と他の破壊力学量との関係を示す。いずれも小規模降伏状態を前提としている。
エネルギ解放率 G
{\displaystyle G={\begin{cases}{\frac {1}{E}}\left[K_{\rm {I}}^{2}+K_{\rm {II}}^{2}+(1+\nu )K_{\rm {III}}^{2}\right]\qquad {\mbox{(plane stress)}}\\{\frac {1}{E}}\left[(1-\nu ^{2})(K_{\rm {I}}^{2}+K_{\rm {II}}^{2})+(1+\nu )K_{\rm {III}}^{2}\right]\qquad {\mbox{(plane strain)}}\end{cases}}} … (19)
ここで、E：縦弾性係数
塑性域寸法 ω
{\displaystyle \omega ={\begin{cases}{\frac {1}{\pi }}{\frac {K_{\rm {I}}^{2}}{\sigma _{Y}^{2}}}\qquad {\mbox{(plane stress)}}\\{\frac {1}{\pi }}{\frac {K_{\rm {I}}^{2}}{\lambda \sigma _{Y}^{2}}}\qquad {\mbox{(plane strain)}}\end{cases}}} … (20)
ここで、σY：降伏応力、λ：塑性拘束係数で、1 < λ < 3の範囲。アーウィン(Irwin)の塑性拘束係数では{\displaystyle \lambda ={\sqrt {2{\sqrt {2}}}}=1.68}である。
き裂先端開口変位 δ
{\displaystyle \delta ={\begin{cases}{\frac {4}{\pi }}{\frac {K_{\rm {I}}^{2}}{E\sigma _{Y}}}\qquad {\mbox{(plane stress)}}\\{\frac {4(1-\nu ^{2})}{\pi }}{\frac {K_{\rm {I}}^{2}}{\lambda E\sigma _{Y}}}\qquad {\mbox{(plane strain)}}\end{cases}}} … (21)
J積分 J
{\displaystyle J=G\qquad {\mbox{(plane stress, plane strain)}}} … (22)

## 応力拡大係数の実例

### 一般形式
一般に、応力拡大係数の値は、き裂材の形状や境界条件の影響を受ける。各モードの応力拡大係数を一般的な形式として以下のように表す。
{\displaystyle K_{\rm {I}}=F_{\rm {I}}\sigma _{y_{0}}{\sqrt {\pi a}}} … (19)
{\displaystyle K_{\rm {II}}=F_{\rm {II}}\tau _{xy_{0}}{\sqrt {\pi a}}} … (20)
{\displaystyle K_{\rm {III}}=F_{\rm {III}}\tau _{yz_{0}}{\sqrt {\pi a}}} … (21)
ここで、F：各モードにおけるき裂材の形状や境界条件による応力拡大係数の補正係数、σy0、τxy0、τyz0：各公称応力である。
また、応力拡大係数は線形弾性論に基づくため、モードが同じ場合は重ね合わせの原理が成立する。すなわち、異なる負荷系 a, b, c… が同時に加わるとき、それぞれが単独で加わるときの応力拡大係数Ka,Kb,Kc…が判明していれば、同時に加わるときの応力拡大係数 K は、
{\displaystyle K=K_{a}+K_{b}+K_{c}+\cdots } … (21)
のように表すことができる。

### 応力拡大係数実例の一覧
以下に応力拡大係数の厳密解、近似解の一覧を示す。（右側をクリックすると表が開く）
| 説明 | 式 | 図 |
| --- | --- | -- |
| 遠方一様引張応力を受ける無限板中き裂の応力拡大係数（厳密解）                                                                      | {\displaystyle K_{\rm {I}}=\sigma {\sqrt {\pi a}}} |    |
| 遠方一様引張応力を受ける半無限板片側き裂の応力拡大係数                                                                            | {\displaystyle K_{\rm {I}}=1.1215\sigma {\sqrt {\pi a}}} |    |
| 遠方一様引張応力を受ける有限幅板の中央き裂の応力拡大係数 0 < ξ < 1 の範囲で誤差0.1%以内                                           | {\displaystyle K_{\rm {I}}=F(\xi )\sigma {\sqrt {\pi a}}\ ,\ \xi =a/W} {\displaystyle F(\xi )=(1-0.025\xi ^{2}+0.06\xi ^{4}){\sqrt {\sec({\frac {\pi \xi }{2}})}}} |    |
| 遠方一様引張応力を受ける有限幅板の片側き裂の応力拡大係数 0 < ξ < 1 の範囲で誤差0.5%以内                                           | {\displaystyle K_{\rm {I}}=F(\xi )\sigma {\sqrt {\pi a}}} {\displaystyle \xi =a/W} {\displaystyle F(\xi )={\sqrt {{\frac {2}{\pi \xi }}\tan \left({\frac {\pi \xi }{2}}\right)}}{\frac {0.752+2.02\xi +0.37\left[1-\sin(\pi \xi /2)\right]^{3}}{\cos(\pi \xi /2)}}}                                      |    |
| 曲げを受ける有限幅板の片側き裂の応力拡大係数 0 < ξ < 1 の範囲で誤差0.5%以内                                                       | {\displaystyle K_{\rm {I}}=F(\xi )\sigma _{b}{\sqrt {\pi a}}} {\displaystyle \xi =a/W} {\displaystyle F(\xi )={\sqrt {{\frac {2}{\pi \xi }}\tan \left({\frac {\pi \xi }{2}}\right)}}{\frac {0.923+0.199\left[1-\sin(\pi \xi /2)\right]^{4}}{\cos(\pi \xi /2)}}}                                          |    |
| 遠方一様引張応力を受ける有限幅板の両側き裂の応力拡大係数 0 < ξ < 1 の範囲で誤差0.5%以内                                           | {\displaystyle K_{\rm {I}}=F(\xi )\sigma {\sqrt {\pi a}}} {\displaystyle \xi =a/W} {\displaystyle F(\xi )=\left(1+0.122\cos ^{4}{\frac {\pi \xi }{2}}\right){\sqrt {{\frac {2}{\pi \xi }}\tan {\frac {\pi \xi }{2}}}}}                                                                                   |    |
| き裂面に対向集中荷重を受ける無限板中のき裂の応力拡大係数 厳密解                                                                   | A点の応力拡大係数 {\displaystyle K_{\rm {IA}}={\frac {P}{\sqrt {\pi a}}}{\sqrt {\frac {a+x}{a-x}}}} B点の応力拡大係数 {\displaystyle K_{\rm {IB}}={\frac {P}{\sqrt {\pi a}}}{\sqrt {\frac {a-x}{a+x}}}} x=0に負荷したとき、A、B点の応力拡大係数 {\displaystyle K_{\rm {IAB}}={\frac {P}{\sqrt {\pi a}}}} |    |
| ASTM E399-90に規定されている金属材料破壊靭性試験用の標準試験片（コンパクト試験片）の応力拡大係数 0.2 < ξ < 1 の範囲で誤差0.5%以内 | {\displaystyle K_{\rm {I}}={\frac {P}{B{\sqrt {W}}}}F(\xi )\ ,\ \xi =a/W} {\displaystyle F(\xi )={\frac {(2+\xi )(0.886+4.64\xi -13.32\xi ^{2}+14.72\xi ^{3}-5.6\xi ^{4})}{\sqrt {(1-\xi )^{3}}}}} |    |
| ASTM E1290-08に規定されているき裂開口変位試験用の標準試験片（3点曲げ試験片）の応力拡大係数                                        | {\displaystyle K_{\rm {I}}=F(\xi ){\frac {6P}{BW}}{\sqrt {a}}\ ,\ \xi =a/W} {\displaystyle F(\xi )={\cfrac {1.99-\xi (1-\xi )(2.15-3.93\xi +2.7\xi ^{2})}{(1+2\xi )(1-\xi )^{3/2}}}} |    |